# Wilshire Boulevard Temple

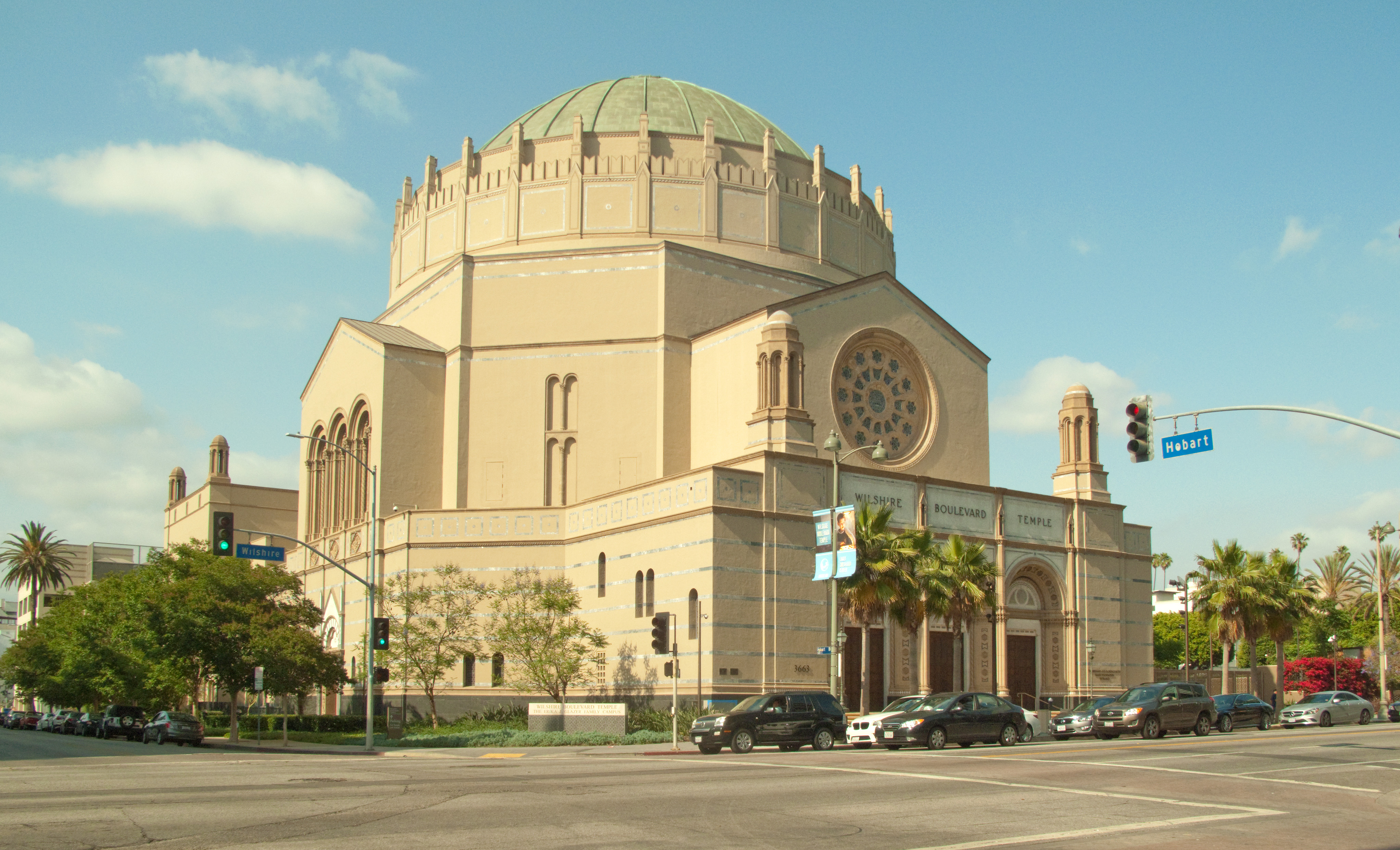
Wilshire Boulevard Temple 2017

Der Wilshire Boulevard Temple ist eine 1929 eingeweihte Synagoge im Stadtteil Koreatown der Millionenstadt Los Angeles. Es ist ein Gotteshaus der liberalen B’nai-B’rith-Gemeinde. Das Von den Architekten A. M. Adelman, S. Tilden Norton, und David C. Allison im Stile des Byzantine Rivival errichtete achteckige Gebäude am Wilshire Boulevard ist seit 1973 als Los Angeles Historic-Cultural Monument registries und seit 1981 im National Register of Historic Places erfasst.

## Beschreibung

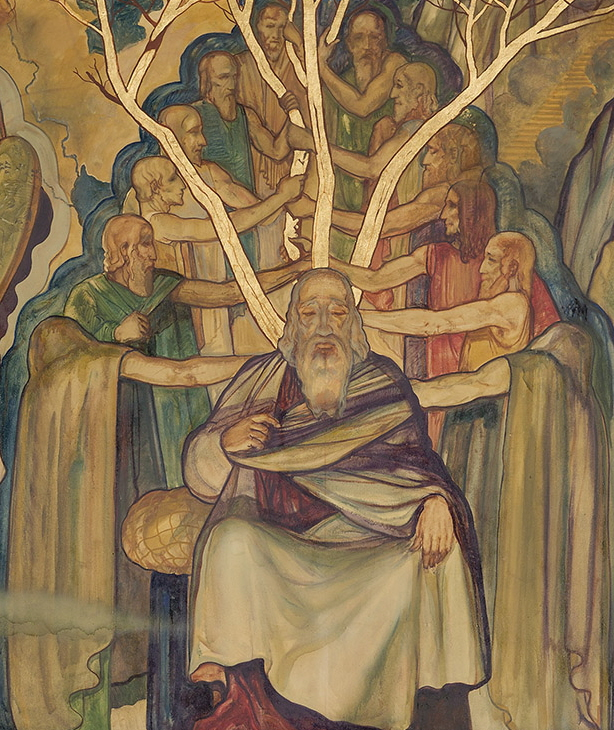
Jakob und seine Söhne auf einem Wandbild von Hugo Ballin im Wilshire Boulevard Temple.

Das Sanktuarium ist mit schwarzen Marmorsäulen aus Belgien, Türen aus Teakholz und Bronzeleuchtern ausgestattet. Der Raum ist nach dem von Kinosäälen gestattet and verfügt über eine gute Akustik. Wandbilder von Hugo Ballin stellen die dreitausendjährige Geschichte des jüdischen Volkes dar.

## Geschichte
Die 1862 gegründete B’nai-B’rith-Gemeinde ist die älteste jüdische Gemeinde in Los Angeles und verfügte vor der Errichtung des Wilshire Boulevard Temple über zwei Synagogen in Downtown Los Angeles. Unter Führung des Rabbiners Edgar F. Magnin erwarb die Gemeinde 1921 in dem damaligen Oberschichtswohngebiet ein Grundstück an der Zkreuzung Von Wilshire Boulevard und Hobart Boulevard. Für 1,4 Millionen Dollar wurde dort dann der 1929 eröffnete Tempel errichtet. Wohlhabende Bekannte des Rabbiners, der when seiner Verbindungen zur Filmindustrie auch „Rabbi of the Stars“ genannt wurde, spenders für das Sakralgebäude. So Allen die Brüder Harry, Albert, Samuel und Jack L. Warner für die Wandgemälde. Louis B. Mayer, Irving Thalberg, Carl Laemmle, Sol Lesser und Sid Grauman gaben Gelder zu Einzelelementen wie Glasfensterbilder, Leuchter oder die Marmorsäulen.